# Arnultovice (Nový Bor)
Arnultovice (německy Arnsdorf) je část města Nový Bor v okrese Česká Lípa, původně samostatná vesnice. Od Nového Boru ji odděluje silnice I/9, stavebně je s Novým Borem zcela spojena.

## Další údaje

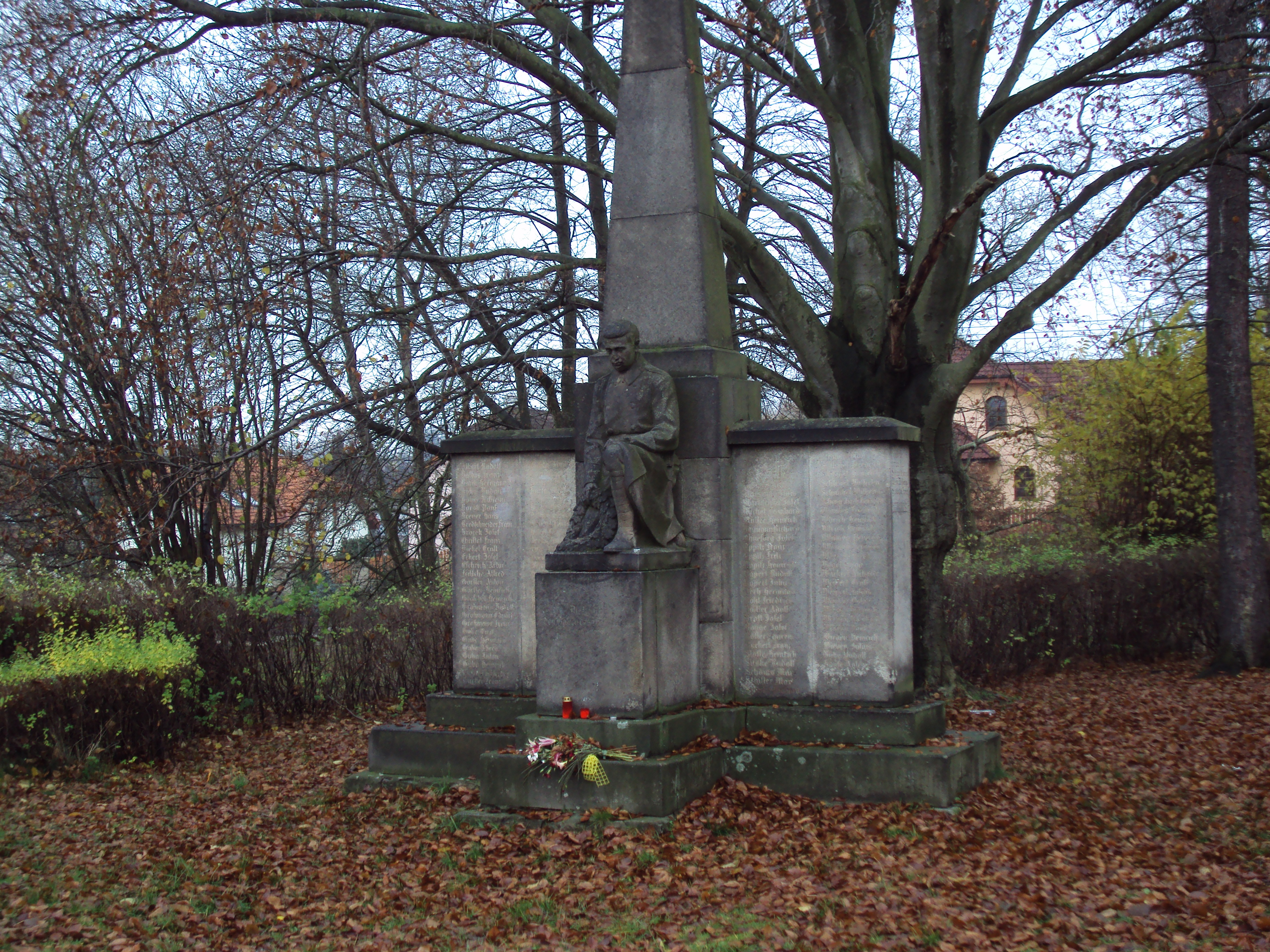
Památník obětem první světové války

Arnultovice leží v katastrálním území Arnultovice u Nového Boru o rozloze 7 km².
Protéká jí od severu potok Šporka a na katastr Arnultovic zasahuje přírodní rezervace Klíč. Nyní vesnický charakter ztratila, je s městem Nový Bor pevně spojena. Zástavba je smíšená, převážně z rodinných domků. Je zde kostel svatého Ducha, patřící nyní Českobratrské církvi evangelické, na který navazuje hřbitov. V ulici Štursova se nachází pomník padlým v první světové válce. Na počátku čtvrti je základní škola a Parkhotel. Na Arnultovice ze severu přímo navazuje obec Polevsko.

## Historie
Původně samostatná obec vznikla v 15. století, kdy zde osadníci postavili loveckou a uhlířskou osadu. Je tedy nejstarší částí Nového Boru. Doložena jako obec je od roku 1558. Od 17. století se zde zušlechťovalo a do světa pak vyváželo sklo. V roce 1869 obec rozpůlila železniční trať. Administrativně byla s Novým Borem spojena roku 1942.
V roce 1918 na okraji obce pod vrchem Borská skalka došlo ke střetu účastníků Rumburské vzpoury s pohraničními myslivci z Nového Boru.

## Obyvatelstvo
| Rok            | 1869  | 1880  | 1890  | 1900  | 1910  | 1921  | 1930  | 1950  | 1961  | 1970  | 1980  | 1991  | 2001  | 2011  | 2021  |
| -------------- | ----- | ----- | ----- | ----- | ----- | ----- | ----- | ----- | ----- | ----- | ----- | ----- | ----- | ----- | ----- |
| Počet obyvatel | 1 752 | 2 483 | 2 576 | 3 135 | 3 758 | 3 408 | 3 565 | 2 470 | 2 493 | 2 155 | 2 642 | 3 020 | 3 698 | 3 629 | 3 398 |
| Počet domů     | 220   | 281   | 296   | 345   | 413   | 438   | 528   | 526   | 526   | 460   | 510   | 627   | 681   | 722   | 722   |

## Kulturní památky
V celostátním seznamu kulturních památek jsou uvedeny čtyři z Arnultovic: Kaple svaté Rozálie, socha Panny Marie a dvě venkovská stavení. Sakrálních i jiných památek je zde více (např. zmíněný kostel), v uvedeném seznamu nejsou.

## Cestovní ruch
Arnultovicemi prochází cyklotrasy 3056 a 3054 a pěší trasy – červená směrem na Klíč, modrá do Polevska i Práchně a další do Kytlice. Na předělu s Novým Borem jsou autobusové i vlakové nádraží Nový Bor.

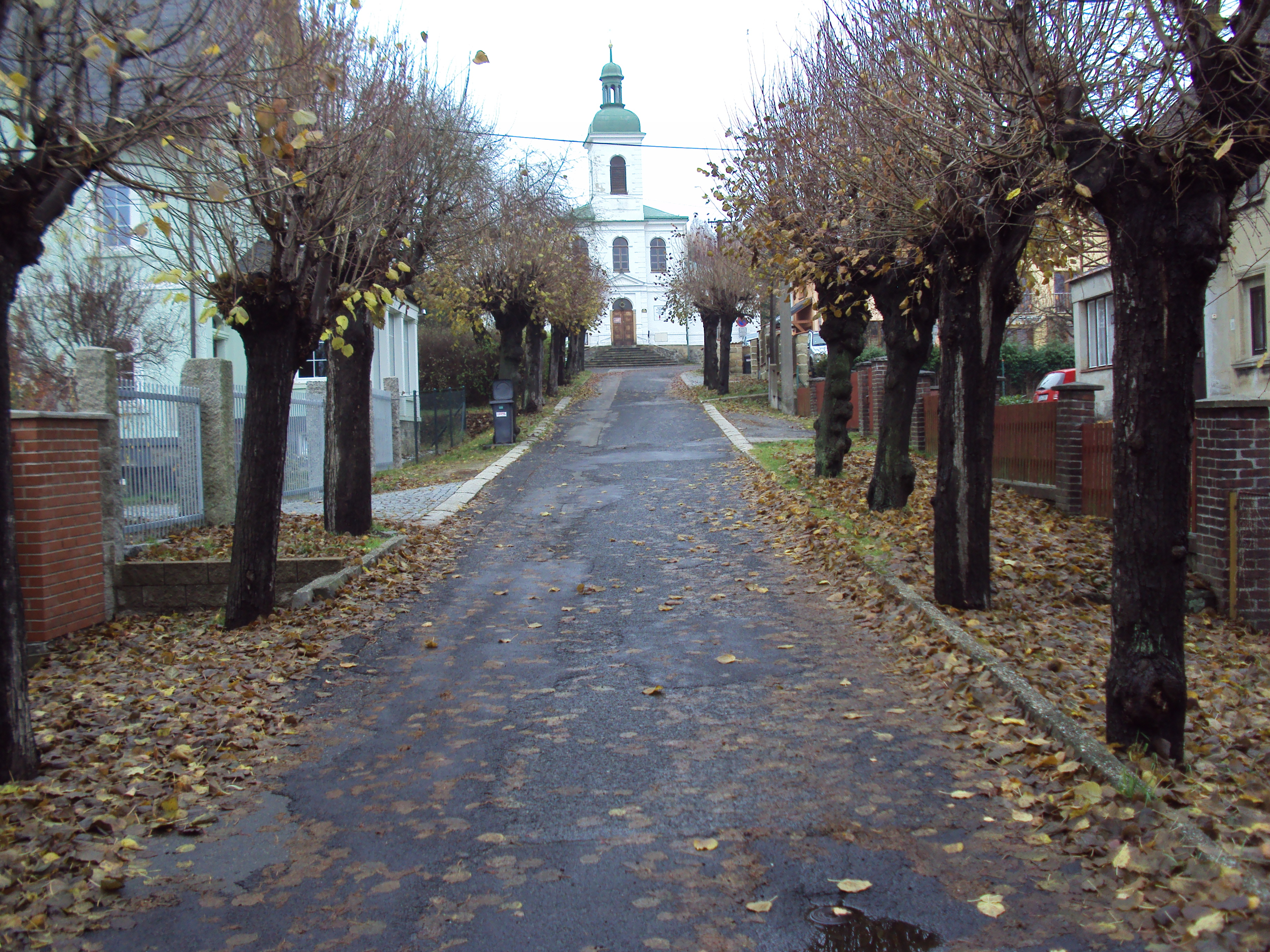
Kostel Svatého Ducha